# Leto svet
Leto svet – singel estońskiego zespołu Kreisiraadio, napisany przez członków formacji (Peetera Oję, Hannesa Võrna i Tarmo Leinatamma) oraz Priita Pajusaara i Glena Pilvre'a, wydany w 2008 roku. Utwór reprezentował Estonię podczas 53. Konkursu Piosenki Eurowizji w 2008 roku.

## Historia utworu

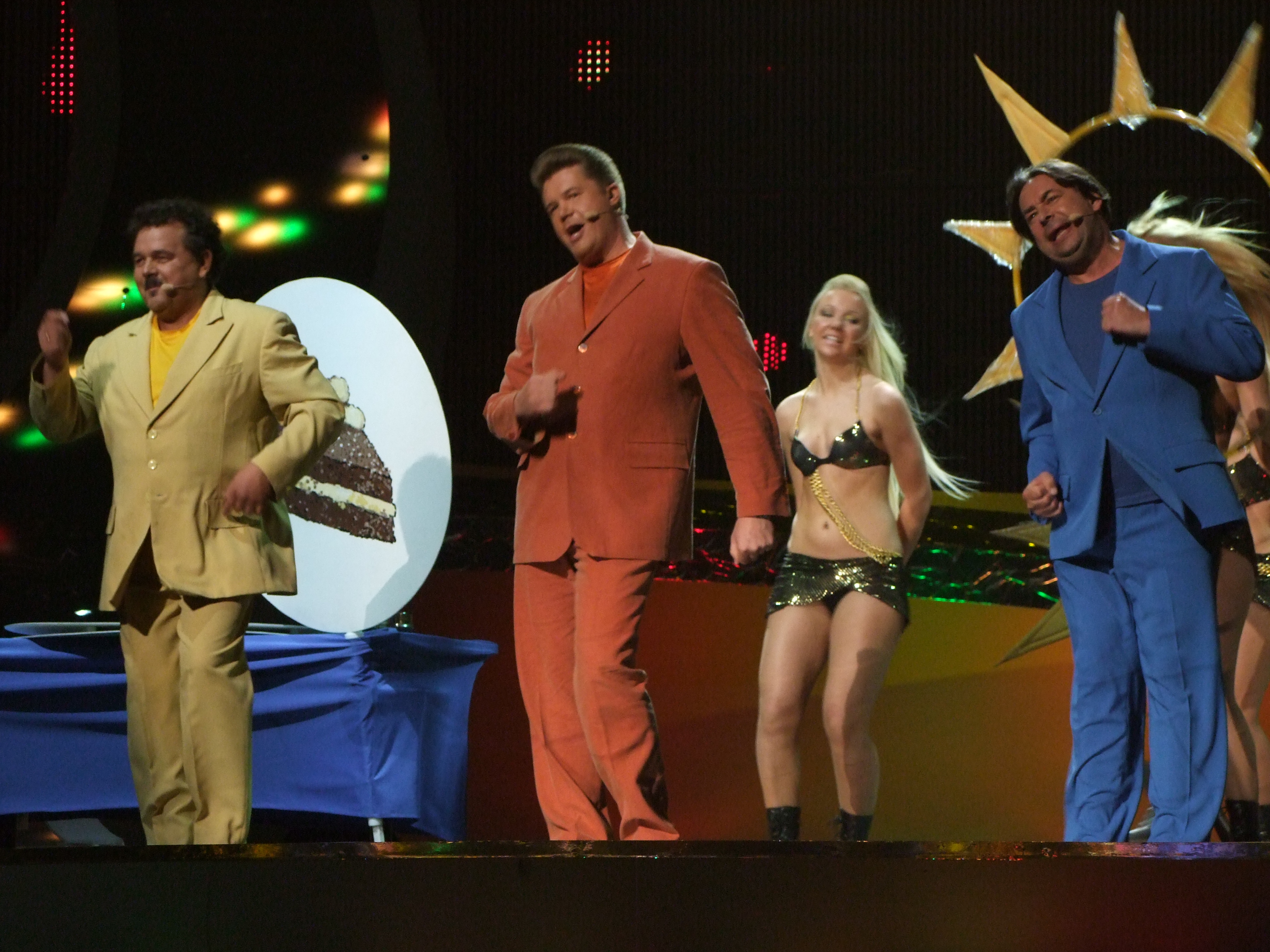
Kreisiraadio podczas 53. Konkursu Piosenki Eurowizji w 2008 roku

### Nagrywanie
Muzykę oraz słowa do piosenki stworzyli członkowie zespołu Kreisiraadio, czyli Peeter Oja, Hannes Võrno i Tarmo Leinatamm, a także Priit Pajusaar oraz Glen Pilvre. W 2008 roku utwór został zgłoszony do estoński selekcji do 53. Konkursu Piosenki Eurowizji – Eurolaul.

### Wydanie
Singiel został wydany w formie płyty w kwietniu 2008 roku nakładem wytwórni Eesti Rahvusringhääling.

### Występy na żywo:Eurolauli Konkurs Piosenki Eurowizji
W listopadzie 2007 roku krajowy nadawca publiczny Eesti Televisioon (ETV) opublikował listę dziesięciu finalistów, wybranych spośród 63 kandydatur do estońskich eliminacji do 53. Konkursu Piosenki Eurowizji – Eurolaul 2008. Jedną z finałowych propozycji była piosenka „Leto svet” zgłoszona przez Kreisiraadio. Utwór zespołu został zaprezentowany jako pierwszy w kolejności podczas koncertu finałowego, rozegranego 2 lutego w ETV Stuudio. Dzięki 31 429 głosom telewidzów, zespół zakwalifikował się z pierwszego miejsca do drugiej rundy finału i zwyciężył nad wokalistkami Iiris Vesik i Birgit Õigemeel, zdobywając w sumie 52 518 głosów i zostając reprezentantem kraju podczas 53. Konkursu Piosenki Eurowizji.
W marcu odbyła się ceremonia losowania numerów startowych podczas występów w półfinałach. Estońska delegacja wylosowała trzecią pozycję startową podczas pierwszego koncertu półfinałowego. W maju zespół rozpoczął próby kamerowe w Belgradzkiej Arenie, gdzie odbywały się wszystkie trzy koncerty eurowizyjne. Na scenie formacji towarzyszyły trzy tancerki, które wymachiwały flagami Estonii, Serbii, Niemiec i Finlandii. Jak tłumaczyli podczas konferencji prasowej członkowie zespołu: „fińska [flaga] jest dlatego, że to nasi dobrzy sąsiedzi, niemiecka dlatego, że mają bogate historycznie tradycje, a serbsko-chorwacka dlatego, że jest to kraj-gospodarz”. 20 maja odbył się pierwszy koncert półfinałowy konkursu, podczas którego estoński utwór został oceniony przez telewidzów na 8 punktów, zajmując przedostatnie, 18. miejsce i nie zdobywając awansu do rundy finałowej.

## Lista utworów
CD Maxi-single
1. „Leto svet” – 2:52
2. „Leto svet” (Extended) – 4:14
3. „Leto svet” (Massive Dojedosta Remix) – 4:06
4. „Leto svet” (Massive Dojedosta Remix) (Extended) – 5:01